# Rolls-Royce Marine Spey
 (août 2025).
Motif : aucune sources secondaires centrées
- Archive Wikiwix
- Bing
- Cairn
- DuckDuckGo
- E. Universalis
- Gallica
- Google
- G. Books
- G. News
- G. Scholar
- Persée
- Qwant
- (zh) Baidu
- (ru) Yandex
- (wd) trouver des œuvres sur Wikidata

| 1. | Préciser le motif de la pose du bandeau. | Précisez le motif de la pose du bandeau en utilisant la syntaxe suivante : {{admissibilité à vérifier\|date=août 2025\|motif=remplacez ce texte par le motif}}                               |
| 2. | Informer les utilisateurs concernés.     | Pensez à avertir le créateur de l'article, par exemple, en insérant le code ci-dessous sur sa page de discussion : {{subst:avertissement admissibilité à vérifier\|Rolls-Royce Marine Spey}} |

Le Rolls-Royce Marine Spey est un turbomoteur à applications maritimes dérivé des turbofans aéronautiques Rolls-Royce Spey et Allison TF41. 

## Caractéristiques
Ce moteur équipe actuellement (2016) sept classes de navires, parmi lesquelles les frégates Type 23, et développent une puissance de sortie de 19,5 MW) (environ 26 150 ch). Le Marine Spey inclut de la technologie provenant du Rolls-Royce RB.183 Tay et du RB211.

## Applications
- Classe Abukuma
- Classe Akizuki (2010)
- Classe Asagiri
- Classe De Zeven Provinciën
- Classe Hatakaze
- Classe Karel Doorman
- Classe Murasame
- Classe Takanami
- Type 23
- Type 22